# Tvetenia bavarica
Tvetenia bavarica är en tvåvingeart som först beskrevs av Maurice Emile Marie Goetghebuer 1934.  Tvetenia bavarica ingår i släktet Tvetenia och familjen fjädermyggor. Arten är reproducerande i Sverige. Inga underarter finns listade i Catalogue of Life.